# 陈砾
陈砾（1929年—2006年5月6日），中国著名报人，原中国日报总编辑、中共十三、十四大代表、全国政协第八、九届委员。原名陈远，浙江省慈溪县（今余姚市）人，父亲为陈布雷。

## 生平
1929年5月，生于上海市。1946年，考入北京大学哲学系，大学期间即受共产主义思想熏陶，投身学生运动和革命事业，成为骨干分子。
1948年11月，加入当时的民主青年同盟，参与接收管理天津市的旧属新闻机构，并参与创办了《天津日报》。1952年，加入中国共产党。1953年，被委任为特派记者，赴北朝鲜开城采访记录朝鲜战争双方的停战谈判工作，荣立三等功。 
陈砾曾先后担任《天津日报》组长，天津人民出版社编辑部主任，天津人民出版社副社长，天津人民出版社社长、党组书记，天津市出版局副局长等职务。1982年，出任中国日报社副总编辑。1986年，出任中国日报社总编辑。1988年，评为高级编辑。
陈砾是英国剑桥国际传记中心顾问委员会的会员，并是美国传记协会研究顾问委员会的荣誉成员。
2006年5月6日，在北京逝世，享年七十七岁。

## 评价
- “陈砾同志的一生是追求真理，为党的新闻出版事业奋斗的一生。他是忠诚的无产阶级战士，中国共产党优秀党员，是中国日报社杰出的领导人。”——官方评价

### 引用
1. 1 2 3  记者：李德华. . 责任编辑：孙妍. 新浪网，来源：天津日报. 2006-05-12  [2020-11-17] （简体中文）.